# Oruga azul
La Oruga Azul (o simplemente la Oruga, en inglés: The Caterpillar) es un personaje del libro Las aventuras de Alicia en el país de las maravillas, escrito por el famoso escritor Lewis Carroll. Es mencionado al final del Capítulo IV (La habitación del Conejo Blanco), y es el principal foco de atención en el Capítulo V (El consejo de una Oruga). La Oruga azul mide siete centímetros de altura, y es encontrada por Alicia sentada en una seta gigante, fumando un narguile.
Cuando Alicia y la Oruga se encuentran, ésta es agresiva y grosera con la niña, haciéndole preguntas difíciles y sin usar la menor cortesía, por ejemplo, su característica frase "¿Quién eres tú?" Tras la discusión inicial, la Oruga pide que Alicia recite el poema infantil inglés Padre Guillermo. Alicia obedece, pero el poema le sale un poco cambiado. Finalmente, los personajes discuten de nuevo sobre la estatura, y la Oruga se ofende porque Alicia considera que siete centímetros "es una birria de altura". Acto seguido, la Oruga se aleja, no sin antes recomendar a Alicia que pruebe a comer de la seta, ya que la misma puede modificar su estatura nuevamente.
La ilustración original que John Tenniel realizó para el libro, ofrece una ilusión óptica, donde las facciones del rostro de la Oruga (nariz y barbilla) parecen a su vez formadas por las patas delanteras de una oruga real.

## Adaptaciones
El personaje ha hecho aparición en otras obras adaptadas de Alicia en el país de las maravillas.
Es uno de los personajes que aparecen en la adaptación animada de Disney de 1951 Alicia en el País de las Maravillas. Esta versión del personaje ha hecho aparición en otros medios de The Walt Disney Company, como apariciones menores en la serie de televisión House of Mouse, y videojuegos como Kingdom Hearts V CAST, donde explica a Sora cómo atravesar el País de las Maravillas, o Disney Magic Kingdoms, apareciendo como personaje jugable.
La oruga es un personaje recurrente en la serie de anime de 1988 Fushigi no Kuni no Alice.
En la película para televisión de 1999 Alicia en el País de las Maravillas, la oruga aparece con un aspecto más humano. El personaje es interpretado por Ben Kingsley.
La oruga apareció en el videojuego de 2000 American McGee's Alice y su secuela de 2011 Alice: Madness Returns, con la voz de Jarion Monroe. Él se muestra como el habitante más sabio del País de las Maravillas y brinda orientación a Alicia en ambos juegos.
En la adaptación cinematográfica dirigida por Tim Burton de 2010 Alicia en el País de las Maravillas, aparece en una representación mucho más madura y con el nombre de Absolem. La voz es interpretada por Alan Rickman. El personaje regresa en la secuela Alicia a través del espejo de 2016.
También aparece en la serie de televisión Once Upon a Time, y en su spin-off, Once Upon a Time in Wonderland, teniendo un papel antagónico. La voz de la Oruga es interpretada por el cantante Iggy Pop.
- Datos: Q1282345
- Multimedia: Caterpillar (Alice in Wonderland) / Q1282345